# 阿扎拉·賈法里

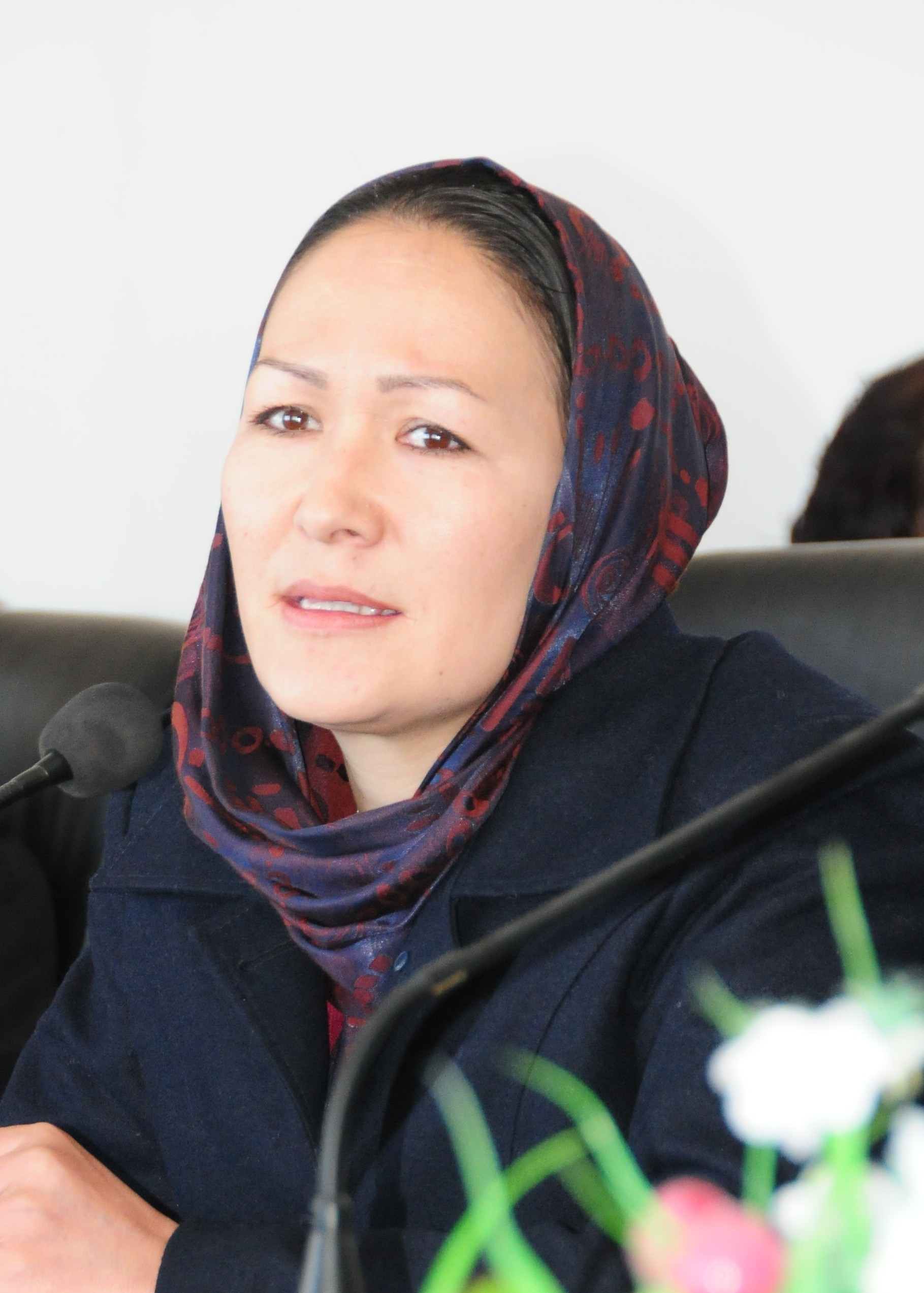
阿扎拉·賈法里

阿扎拉·賈法里（波斯語：‎，1978年—），阿富汗哈扎拉族出身的女政治家，也是阿富汗第一位女性市長。2008年12月由總統哈米德·卡爾扎伊任命為代孔迪省尼利市長（2008年12月一2014年1月）。她也是一位作家，到目前為止已出版了兩本書。 

## 個人生活
賈法里在伊朗完成了高中課程，同時作為難民在那里居住，並在2005年繼續於喀布爾助產學校接受教育。在2001年底除塔利班倒台並建立新的西方支持的卡爾扎伊政府之後，她回來並參加了喀布爾的緊急支爾格大會。 她有一個女兒，出生於2005年。

## 生涯
賈法里於1998年擔任阿富汗社會和文化雜誌Farhang的主編。後來，她在擔任難民文化中心負責人時，為在伊朗的阿富汗難民建立了一所小學。2001年，賈法里在喀布爾加入了緊急支爾格大會。2008年12月，她被任命為阿富汗第一位也是当时唯一一位的女市長。

## 出版
賈法里也是一名作家，自從她回到阿富汗以來，她已經寫了兩本書。她在第一本書“阿富汗新憲法的製訂”中阿富汗的政治制度和程序，並於2003年出版。第二本關於就業法和阿富汗婦女在勞動力市場上的權利，該書於2008年出版。

## 成就
賈法里因其在社會發展方面的工作和承諾而被授予由巴基斯坦國家藝術委員會頒發的Meeto紀念獎。